# Echovirus
Gli echovirus (acronimo dell'inglese Enteric Cytopathic Human Orphan virus ovvero "virus orfano umano citopatico enterico") sono un grande gruppo di enterovirus B (EV-B) appartenenti alla famiglia dei Picornaviridae.

## Biologia
Le subunità α2 e β1 dell'integrina VLA-2 rappresentano i recettori degli echovirus 1 e 8. La moltiplicazione degli echovirus in vivo è limitata ai primati anche se alcuni ceppi possono infettare i topi ed eventualmente indurre paralisi nei topi durante l'allattamento.

### Genetica
Si tratta di un enterovirus con un singolo filamento di RNA. Sono stati identificati un totale di 93 eventi ricombinanti, la maggior parte dei quali nelle regioni codificanti VP1 - VP4. L'analisi della variazione degli amminoacidi nelle proteine del capside ha evidenziato un'elevata variabilità nelle posizioni di VP1, VP2 e VP3. L'estesa ricombinazione e la significativa variazione degli amminoacidi hanno contribuito all'emergere di nuovi ceppi. Le sequenze genomiche di diversi echovirus messe a confronto con quelle di altri enterovirus mostrano hanno rivelato una forte identità complessiva degli amminoacidi dell'echovirus di tipo 9 rispetto ai tipi 11 e 12.
La maggior parte delle infezioni da echovirus di un singolo sierotipo mostra una popolazione eterogenea di virus che costituisce una quasi-specie. Come altri enterovirus, gli echovirus dimostrano una certa stabilità genomica in determinate situazioni, ma possono evolvere significativamente per replicazione nell'intestino umano.

## Tassonomia
In precedenza erano classificati in base alla sequenza codificante di VP1, ma un'analisi filogenetica del 2023, su 277 sequenze isolate tra il 1992 e il 2019, raggruppa gli echovirus in 9 cladi principali (G1 - G9). Lo studio ha inoltre dimostrato che i rami G2 - G9 sono collegati a ceppi comuni, mentre il rami G1 è collegato al solo ramo G5. Al contrario, i ceppi E12, E14 ed D16 si sono raggruppati separatamente dai cladi G3 e G7 formando un ramo distinto. Ne esistono in totale almeno 33 sierotipi diversi. Gli echovirus 22 e 23 costituiscono un nuovo genere di enterovirus che prende il nome di Parechovirus.
Fanno parte di questo gruppo:
- echovirus 9[5]
- echovirus 11[3]
- echovirus 13[5]
- echovirus 16[5]
- echovirus 18[5]
- echovirus 30[5]

## Rapporti con l'uomo
La maggior parte degli echovirus è associata a malattie che si presentano più comunemente nei bambini e causa una significativa morbilità e mortalità neonatale. Gli echovirus possono essere isolati in molti bambini con infezioni delle vie respiratorie superiori durante i mesi estivi. Le infezioni da echovirus possono verificarsi a qualsiasi età, ma più giovane è la persona, maggiore è il rischio. L'incidenza è più elevata tra i maschi. Le stagioni primaverile e autunnale presentano il rischio più alto.
L'infezione può diffondersi ampiamente in una comunità, sebbene solo pochi individui sviluppino una malattia clinica. I sintomi compaiono dopo un breve periodo di incubazione (3 - 5 giorni) e possono includere febbre lieve, sintomi respiratori superiori o diarrea. Sono state segnalate eruzioni cutanee non specifiche e di breve durata.
Non ci sono prove disponibili che suggeriscano che le infezioni da echovirus durante la gravidanza siano una causa di aborto spontaneo. La maggior parte delle infezioni da echovirus provoca pochi o nessun sintomo clinico, ma alcune sono state associate a sindromi cliniche, tra cui:
- meningite asettica
- paralisi
- eruzione maculopapulare
- laringotracheite
- croup

Meno frequentemente, gli echovirus possono causare:
- miocardite
- pericardite

Studi epidemiologici hanno collegato gli echovirus alla pleurodinia epidemica, una malattia acuta caratterizzata da forte dolore toracico e febbre.  L'echovirus-11, il sierotipo più frequente, viene acquisito tramite trasmissione verticale dalle madri in utero, durante il parto o post-natalmente attraverso la diffusione nosocomiale. Una grave malattia epatica attiva è più frequentemente contratta al momento della nascita per esposizione al sangue materno, alle feci o alle secrezioni vaginali. Sono stati riportati casi di echovirus (tipi 11 e 18) isolati dall'essudato faringeo o dal liquido cerebrospinale (CSF) di bambini con meningomielite clinica, caratterizzata da iperintensità transitoria in T2 del midollo spinale.
La diagnosi può essere effettuata mediante diversi test, tra cui coltura cellulare e tecniche di reazione a catena della polimerasi (PCR). Sebbene la maggior parte dei casi lievi si risolva senza trattamento, le infezioni più gravi richiedono assistenza medica. Le misure preventive sottolineano l'importanza di una corretta igiene per limitare la diffusione dell'echovirus.